# 天香久山
天香久山、天香具山（あまのかぐやま、あめのかぐやま）、または香久山、香具山（かぐやま）は、奈良県橿原市にある山。畝傍山、耳成山とともに大和三山と呼ばれる。標高は152.4メートルと三山の中では標高は2番目である。他の二山が単独峰であることに比して多武峰から続く竜門山地の端にあたる。
歴史的風土特別保存地区と国の名勝に指定されている。

## 概要

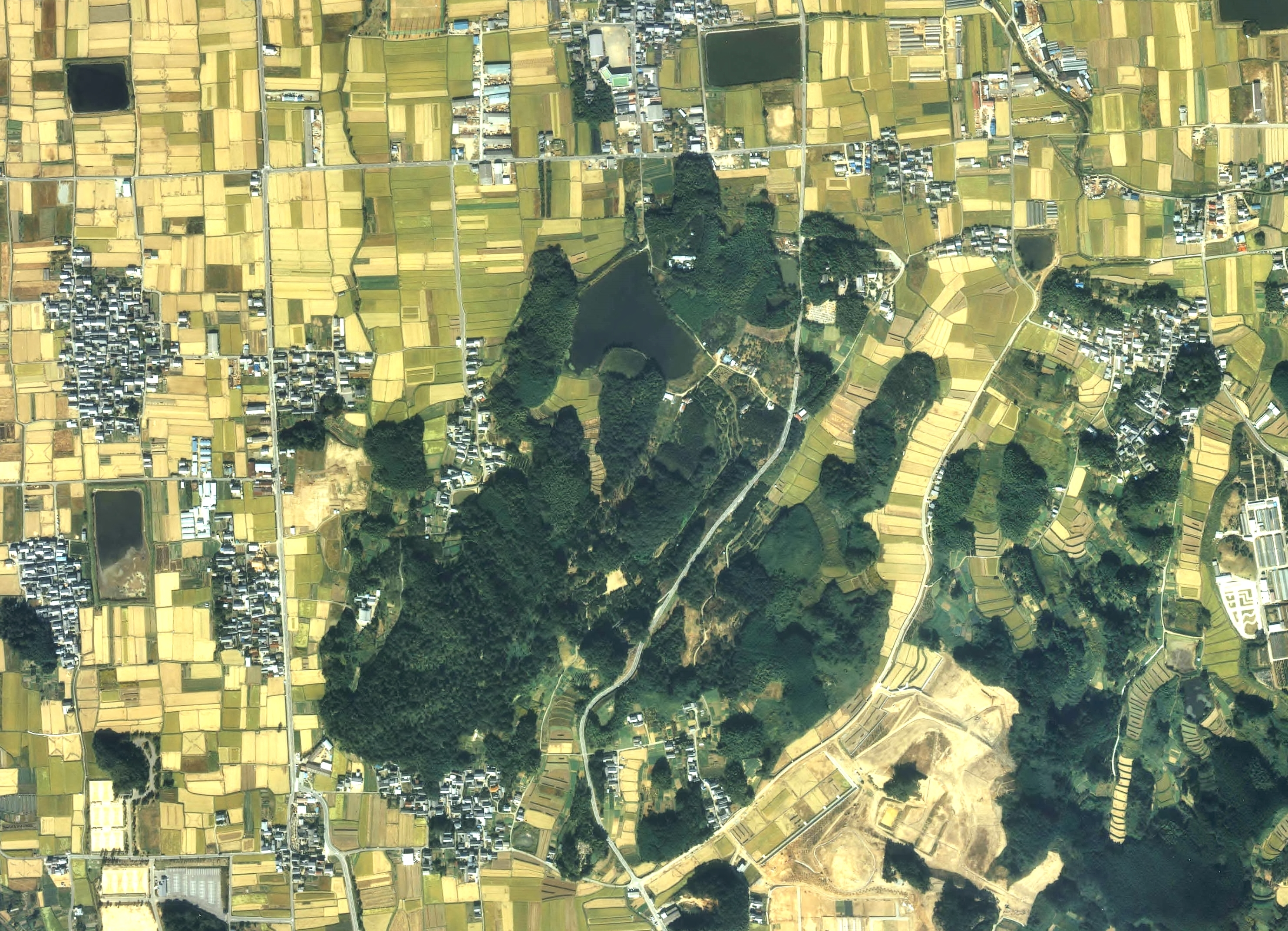
天香久山周辺の空中写真。1985年撮影の2枚を合成作成。
。

太古の時代には多武峰から続く山裾の部分にあたり、その後の浸食作用で失われなかった残り部分といわれている。山というよりは小高い丘の印象であるが、古代から「天」という尊称が付くほど三山のうち最も神聖視された。天から山が2つに分かれて落ち、1つが伊予国（愛媛県）「天山（あめやま）」となり1つが大和国「天加具山」になったと『伊予国風土記』逸文に記されている。また『阿波国風土記』逸文では「アマノモト（またはアマノリト）山」という大きな山が阿波国（徳島県）に落ち、それが砕けて大和に降りつき天香具山と呼ばれたと記されている、とされる。
藤原京の東にあることにより太陽信仰の地であったともいわれる。現在、山頂からは畝傍山を望むことができ、その山頂には國常立命を祭神とする國常立（くにとこたち）神社があって、2つの小さな祠のうちの1つには高靇神が祀られている。山の北麓には占いを司る櫛真智命神（くしまちのみことのかみ）を祭神とし、境内の波波枷の木が占いに用いられてきた天香山（あまのかぐやま）神社、南麓には天照大神の岩戸隠れの伝承地とされる岩穴や巨石を神体とした天岩戸（あまのいわと）神社がある。また東側には県立「万葉の森」が造られ、山の南東部には香久山公園（44,084平方メートル）が整備されている。
古代より畝傍山と共に神事に用いる陶土の採集場所として知られる。天香久山には「赤埴」と「白埴」の2種があるとされ、赤埴は山頂の斑れい岩が風化したものとみられている。伝承として、神武天皇が大和に入る際、天津神の夢告があり、天香久山の土を取って来て、それで土器を作り、天津神を祀るならば、刃に血を塗ることもなく大和平定を果たすことができると伝えられ、その通りにした結果、お告げ通りになった。また崇神天皇の世に反乱を企てた武埴安彦命の妻吾田媛は、決起前に天香久山の土を取ろうとしたとされ、天香久山を押さえることが大和支配につながると考えられていた。その他にも天照大神がこもった際、そこから引き出すために天香久山の真坂樹（真榊）が必要とされ、天照大神を祀る際の物資調達のための山という側面もみられる（前同p.15.）。
「天」を含む「天香久山」と「天香具山」、および「天」を含まない「香久山」と「香具山」の各表記があるが、国土地理院の地図では「天香久山」とされる。国の名勝の登録の名前としては「香具山」である。橿原市では地区の名称を「香久山」としており、北北東約2キロメートルに位置する西日本旅客鉄道の桜井線にある駅も香久山駅である。なお神話で言及される同名の山の表記で、別に「天香山」がある。
膳氏（かしわでうじ）の本拠地にして、聖徳太子妃・膳部菩岐々美郎女の生家である。山の北の地名は膳夫町（かしわてちょう）である。
古来万葉集などで歌われてきた。万葉集には単独で9首詠まれており、全体で13首に登場する。その中で香久山の表記は香具山、香山、香来山、高山、芳来山、芳山と一定しない。以下に代表的な歌を記す。
- 舒明天皇の歌

「大和には　群山あれど　とりよろふ　天の香具山　登り立ち　国見をすれば　国原は　煙り立ち立つ　海原は　かまめ立ち立つ　うまし国ぞ　あきづ島　大和の国は」（巻1-2）
原文「山常庭村山有等取與呂布天乃香具山騰立國見乎為者國原波煙立龍海原波加萬目立多都怜𪫧國曽蜻嶋八間跡能國者」
- 中大兄皇子の歌

「香具山は　畝傍ををしと　耳梨と　相争ひき　神代より　かくにあるらし　古（いにしへ）も　然（しか）にあれこそ　うつせみも　妻をあらそふらしき」（巻1-13）
原文「高山波雲根火雄男志等耳梨與相諍競伎神代従如此尓有良之古昔母然尓有許曽虚蝉毛嬬乎相挌良思吉」
- 持統天皇の歌

「春過ぎて　夏来たるらし　白たへの　衣干したり　天香具山」（巻1-28）
- 大伴旅人の歌

「わすれ草　わが紐に付く　香具山の　故（ふ）りにし里を　忘れむがため」（巻3-334）
- 作者不詳

「いにしへの　事は知らぬを　われ見ても　久しくなりぬ　天の香具山」（巻7-1096）
- 柿本人麻呂の歌

「久方の　天の香具山　このゆふべ　霞たなびく　春立つらしも」（巻10-1812）